# 盔嘴雉屬
为雞形目凤冠雉科的一个属。本屬鳥類分布於南美洲地區，目前下屬4個物種。

## 命名與分類
該屬是由德國動物學家勒內-普里梅韋勒·萊松於1831年建立的屬，其模式種依據重名的關係定為刀嘴鳳冠雉。屬名即來自該物種的種小名，而該詞源於圖皮語的、或，意指「黑色（鳥類）」。

## 下属物种
本属包括以下物种：
- 小刀嘴鳳冠雉 Mitu tomentosum (Spix, 1825)
- 沙文氏刀嘴鳳冠雉 Mitu salvini Reinhardt, 1879
- 大刀嘴鳳冠雉 Mitu tuberosum (Spix, 1825)
- 刀嘴鳳冠雉 Mitu mitu (Linnaeus, 1766)

## 外部連結
- 维基共享资源上的相關多媒體資源：盔嘴雉屬
- 維基物種上的相關：盔嘴雉屬